# Organigramme (organisation)
Pour les articles homonymes, voir organigramme.
 (mars 2025).
Si vous disposez d'ouvrages ou d'articles de référence ou si vous connaissez des sites web de qualité traitant du thème abordé ici, merci de compléter l'article en donnant les références utiles à sa vérifiabilité et en les liant à la section « Notes et références ».

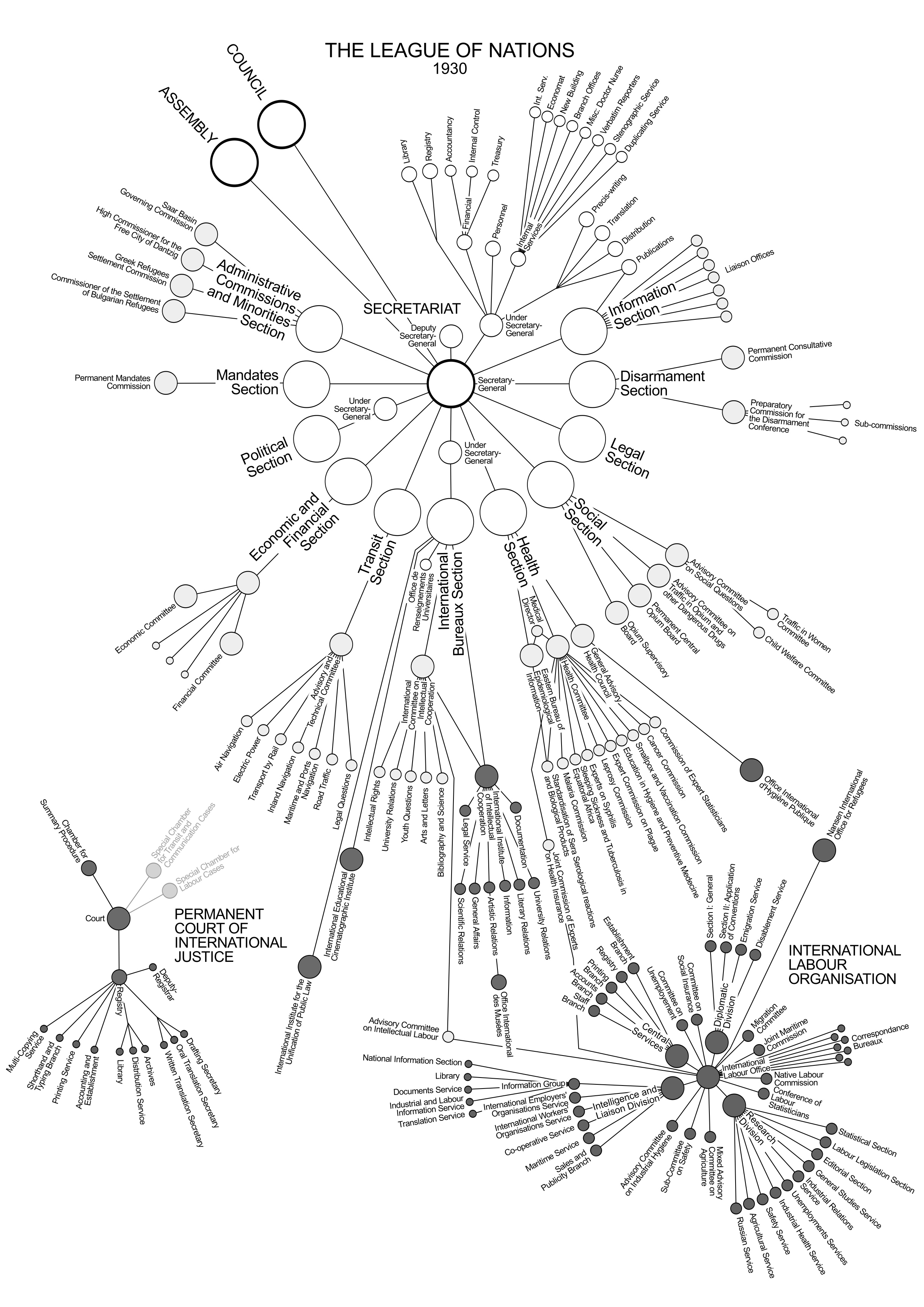
Organigramme de la Société des Nations 1930 (blanc = secrétariat, gris = organismes consultatifs, gris foncé = organismes tiers.

Un organigramme est une représentation schématique des liens et des relations fonctionnelles, organisationnelles et hiérarchiques qui existent entre les éléments et les individus d'une organisation formelle (association, entreprise, réseau, etc.), notamment d'un programme, et met en évidence sa structure organisationnelle.

## Enjeux
Un organigramme sert à indiquer la répartition des responsables, d'ensembles de tâches entre les postes, et les relations de commandement qui existent entre eux. Il ne donne que peu d’informations en ce qui concerne la répartition des tâches, qui sont décrites dans des définitions de fonction (ces définitions de fonction sont rattachées à l'organigramme par une référence documentaire avec révision). 
Il permet de représenter les relations de commandement (ainsi que les statuts, cadre, assimilé cadres, oetam...) les rapports de subordination. Les postes de direction et d’exécution sont représentés par des rectangles et les postes d’états-majors par des ovales, par exemple (voir la norme de représentation des logigrammes avec ses codes de formes).

## Types
Les types d'organigramme comprennent : organigramme de champo (OTP), organigramme de programmation, organigramme de données, et organigramme de configuration. C'est un néologisme créé pour désigner un graphique représentant une organisation complexe (entreprise industrielle, éducation nationale, lycée…). L'organigramme sert à visualiser l'organisation. Il sert aussi à partager la même vision de l’organisation des tâches au sein d'un programme. En résumé, l'organigramme précise quelles tâches sont attribuées et à qui. C'est le projet qui nécessite l'élaboration d'un organigramme, afin d'attribuer à chacun ses fonctions. Il traduit ainsi les statuts et les rôles de chaque salarié et détermine les responsabilités de chacun. Pour mener à bien un projet, cela demande un travail en équipe, où les tâches de chacun sont précisées. Le concepteur d'un organigramme n'est jamais l'exécutant.

## Pyramides ou hiérarchies

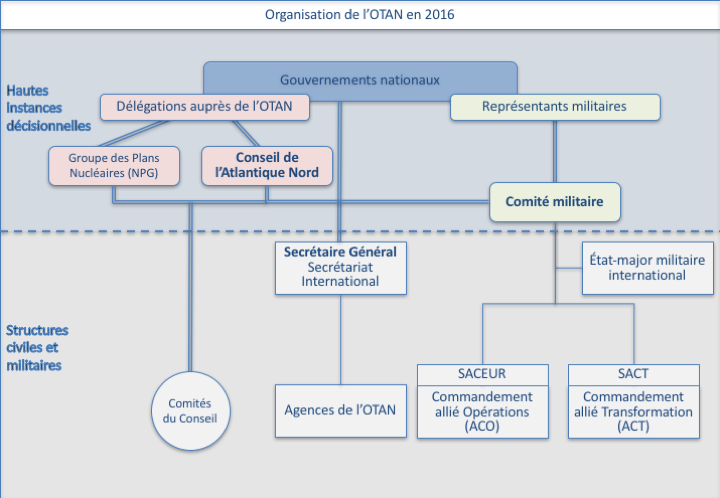
Organigramme de l'OTAN en 2016.

L'organigramme peut être réalisé sous différentes formes, la plus classique étant le râteau. Il ne faut pas confondre l'organigramme avec les néologismes utilisés en informatique que sont l'ordinogramme (ou l'algorigramme). Une hiérarchie est une structure verticale avec un meneur ou chef et des échelons intermédiaires jusqu'aux personnes de la base. C'est la bureaucratie classique. Habituellement on « monte » par l'ancienneté, ou en obtenant de l'autorité sur un plus grand nombre de personnes.
Les pyramides sont une façon efficace d'obtenir des résultats reproductibles car elles ont la distance la plus courte depuis le décideur jusqu'à l'exécutant. Elles souffrent de défauts de communication et de supervision car l'organisation est aussi bonne que son lien le plus faible. Elles manquent de créativité à cause de la mauvaise communication (« pourquoi » est souvent perdu[pas clair]). La solution classique pour le problème de la communication est un magazine qui passe en revue la totalité de l'entreprise, avec une certaine fréquence. Un bon plan est de faire envoyer un courriel par chaque membre chaque semaine, indiquant ce qu'il a fait, ses projets, et problèmes. Chaque chef fait un résumé et l'envoie. Et ainsi de suite vers le sommet.
Les hiérarchies étaient satirisées dans le principe de Peter en 1969 qui introduit le terme « hiérarchiologie » et la notion que, « dans une hiérarchie, chaque employé tend à atteindre son niveau d'incompétence ».
Un type particulièrement rigide est celui du principe du Führer[réf. nécessaire].
L'étude de la hiérarchie ecclésiale est appelée ecclésiologie.

### Organisations matricielles

Entreprise fonctionnant avec l’organisation matricielle.

En principe, c'est l'organisation parfaite. Une hiérarchie est « fonctionnelle » et garantit que chaque type d'expert dans l'organisation est bien entraîné et évalué par un responsable qui est un super-expert dans la même branche. L'autre direction est « exécutive » ou opérationnelle et essaie d'avoir les projets réalisés par les experts. Les matrices sont les seules organisations connues qui peuvent régulièrement créer des produits complexes techniquement comme des avions et leurs moteurs.
Le problème est que passer par les canaux décisionnels prend trop de temps. Obtenir l'approbation pour « faire » quoi que ce soit souvent requiert l'accord de chaque type d'expert et de leurs responsables. L'organisation matricielle peut s'étendre à plusieurs entreprises fonctionnant en symbiose (sous-traitants, gestion de grands projets). C'est alors l'organisation en réseau. La NASA est pionnière d'un tel système. L'utilisation de l'Internet, permettant l'accès immédiat de chaque entité aux informations communes, facilite ce mode de fonctionnement que peuvent avoir différentes entreprises.

### Comité ou jury
Le comité (ou jury) consiste en un groupe de pairs qui décide en tant que groupe, peut-être par vote. La différence entre un jury et un comité est que les membres de ce dernier sont en général assignés à faire mener ou à mener des actions ultérieures à la prise de décision du groupe. Ces formes sont également utilisées lorsque l'unanimité est requise.
La méthode Condorcet prouve que ces réunions ont des résultats meilleurs que le simple hasard, mais un équilibre délicat et difficile réside dans le choix de cette délégation. Les comités non structurés peuvent divaguer sans aboutir à des décisions, aussi l'application des règles de Robert aide à les rendre efficaces.

### Membre du personnel ou équipe trans-fonctionnelle
Un membre du personnel aide un expert à réaliser un projet. À cette fin, un responsable du personnel décide si une tâche est ordinaire ou non. Si c'est dans les attributions d'un membre du personnel, ce dernier agira comme un expert mineur. Il fixe les conditions de la réalisation et vérifie les étapes. Si le problème est hors champ, le responsable l'indique à son organisation. Il passe la résolution à un expert et éduque le personnel - transformant cette activité en activité ordinaire et même si possible de routine. 
Les membres du personnel agissent rapidement et traitent les obligations efficacement mais avec moins de sécurité que des comités ou matrices. Pour cette raison, les entreprises préfèrent souvent utiliser cette méthode. Les membres du personnel renoncent facilement, le plus souvent dans une mauvaise sélection des candidats. Le chef de Dilbert est un non-expert essayant de faire fonctionner du personnel. Dans une « équipe trans-fonctionnelle » comme un comité exécutif, le responsable doit être un non-expert, car de nombreux éléments d'expertise sont nécessaires. Aussi : les chefs du personnel peuvent être désorganisés, avoir des favoris, ou ne pas savoir ce qui doit être attribué à l'expert.
Les comités exécutifs peuvent être des experts parmi le personnel : à choisir les gens.

## Création
Un certain nombre de logiciels sont disponibles pour dessiner des organigrammes. Microsoft Visio, Microsoft PowerPoint, Dia, Open Office sont fréquemment utilisés. Il existe également des logiciels gratuits d'organigramme qui fournissent des modèles de structure d'organisation d'entreprise à modifier. orginio, Edraw Max, GitMind, Lucidchart et Organimi en font partie. Il existe aussi des produits créés par des sociétés qui permettent de créer des organigrammes en se connectant à SAP, PeopleSoft ou les systèmes Oracle ERP (par exemple : Ingentis org.manager, OrgPlus, OrgPublisher).